# Plásticos biodegradables

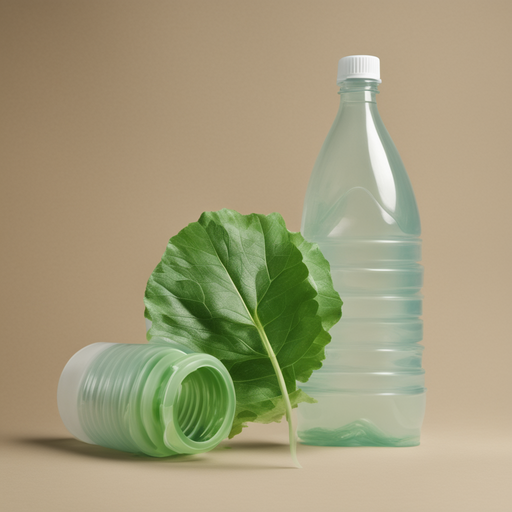
Botella de plástico biodegradable

Los plásticos biodegradables son polímeros con la capacidad de descomponerse de manera natural en el entorno, gracias a la acción de microorganismos como bacterias y hongos. Esta característica los distingue de los plásticos convencionales de base petroquímica, que pueden permanecer prácticamente inalterados durante siglos, contribuyendo a la contaminación ambiental.
Estos plásticos se degradan en componentes más simples, lo que disminuye su impacto ambiental y ayuda a abordar el problema de la contaminación plástica. Estos materiales se presentan como una alternativa más sostenible, especialmente en aplicaciones donde se requiere la descomposición del material después de su uso, como en envases y productos desechables. Algunos tipos de plásticos biodegradables son compatibles con los procesos de reciclaje convencionales y pueden descomponerse en entornos controlados. El reciclaje de estos plásticos antes de su degradación al final de su vida útil contribuye a mejorar su sostenibilidad y a reducir su huella de carbono. La sustitución de plásticos biodegradables por sus equivalentes reciclados genera ahorros energéticos y disminuye el impacto ambiental.

## Historia de los plásticos biodegradables
La historia de los plásticos biodegradables ha evolucionado desde los primeros intentos en la década de 1930 con materiales como el almidón y la caseína hasta convertirse en una alternativa ecológica respecto a los plásticos convencionales. Durante los años 70, se revivió el interés en estos materiales debido a preocupaciones ambientales, y se desarrollaron polímeros biodegradables como los polihidroxialcanoatos (PHA). En la década de 1990, el ácido poliláctico (PLA) a partir de almidón de maíz ganó popularidad, y en el 2020, los plásticos biodegradables se han convertido en una opción común en una variedad de aplicaciones, impulsados por la creciente conciencia ambiental y regulaciones más estrictas. A pesar de su crecimiento, la industria de los plásticos convencionales a base de petróleo ha seguido prosperando desde principios del siglo XX, con una producción global en 2020 de casi 370 millones de toneladas y se estima que esta cifra se cuadruplicará para el año 2050, lo que plantea desafíos significativos en términos de impacto ambiental y gestión de residuos.
Los envases representan la parte más grande del mercado de plásticos, superando el 40 % del consumo total. Los plásticos comunes son utilizados en aplicaciones de embalaje, incluyen el polietileno de baja y alta densidad (LDPE y HDPE), el tereftalato de polietileno (PET) y el polipropileno (PP). Para abordar los problemas ambientales, se busca reemplazar los envases de plástico tradicionales, lo que implica utilizar plásticos renovables que mantengan un rendimiento alto y costos bajos.
Una característica de los plásticos biodegradables es su tiempo de degradación, el cual es más corto que el de los polímeros convencionales, que pueden permanecer intactos durante más de un siglo. Esto ha llevado a un incremento en la producción de plásticos biodegradables y en la variedad de productos que los incorporan. Algunos ejemplos de estos plásticos, como el polihidroxialcanoato (PHA), el ácido poliláctico (PLA), el succinato de polibutileno (PBS), la policaprolactona (PCL), el tereftalato adipato de polibutileno (PBAT) y el almidón, son útiles en aplicaciones de envasado.

## Tipos de plásticos biodegradables

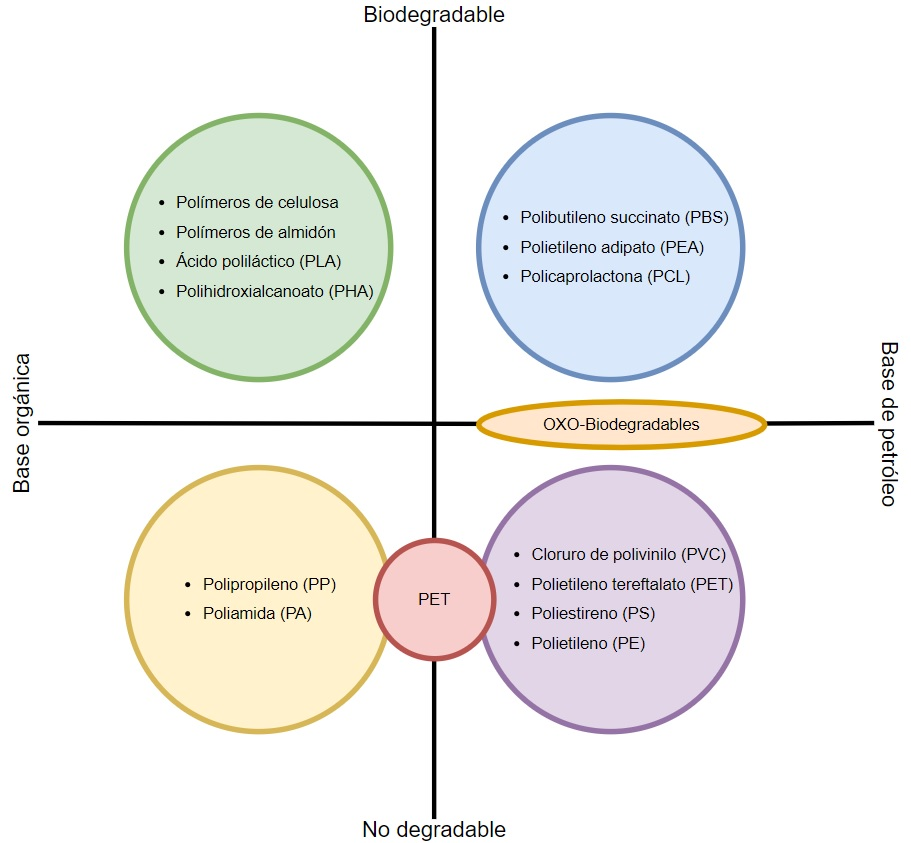
Degradabilidad de plásticos y bioplásticos.

La contaminación plástica ha impulsado la producción de una amplia gama de plásticos biodegradables. Entre estos, se encuentran materiales como:
- Polihidroxialcanoato (PHA): Son poliésteres de origen biológico que se sintetizan mediante la biosíntesis de microorganismos, como Bacillus subtilis, cuando se cultivan en medios con exceso de carbono y recursos limitados de nitrógeno y magnesio. Los PHA se usan como reemplazos de los polímeros derivados del petróleo debido a sus propiedades, como la biocompatibilidad, la insolubilidad en agua, la resistencia a la radiación ultravioleta (UV), la biodegradabilidad y sus características térmicas y mecánicas.[7]
- Ácido poliláctico (PLA): Es obtenido a partir de fuentes renovables como trigo, almidón de papa, arroz, maíz y biomasa. Durante las últimas dos décadas, ha captado la atención debido a que sus propiedades se asemejan, e incluso pueden superar, a las de los polímeros convencionales derivados del petróleo, como el polipropileno (PP), el tereftalato de polietileno (PET).[8]
- Succinato de polibutileno (PBS): Se produce generalmente mediante la policondensación de 1,4-butanodiol y ácido succínico, que en su mayoría proviene de fuentes petroquímicas.[9] También es posible producir PBS a partir de fuentes renovables como la caña de azúcar, la yuca y el maíz. Su apariencia es cristalina de color blanco con propiedades térmicas y mecánicas. Puede ser moldeado mediante técnicas como la inyección y extrusión.[10] Estas cualidades hacen que el PBS sea adecuado para aplicaciones como películas, envases, bolsas compostables, láminas no tejidas, prendas y espuma. Además, el PBS encuentra utilidad en diversas aplicaciones biomédicas, como apósitos para heridas, suturas quirúrgicas bioabsorbibles, sistemas de administración de medicamentos e implantes.[9][11]
- Policaprolactona (PCL): Es un polímero biodegradable que se utiliza en aplicaciones médicas y farmacéuticas, así como en la industria de la impresión 3D. Sin embargo tiene un punto de fusión bajo (58–65 °C) lo que limita su potencial para diversas aplicaciones.[12]
- Tereftalato adipato de polibutileno (PBAT): Es un poliéster alifático-aromático, es completamente biodegradable y presenta propiedades mecánicas, lo que lo convierte en una opción versátil para diversas aplicaciones. La síntesis del PBAT es mediante la reacción de policondensación entre butanodiol, ácido tereftálico y ácido adípico.[13] La fracción alifática en su estructura permite su biodegradabilidad en ambientes adecuados mediante la acción de enzimas naturales como la cutinasa, mientras que la parte aromática confiere al polímero sus sólidas propiedades mecánicas y lo protege contra la degradación. El PBAT posee alta flexibilidad y resistencia a la tracción (32–36 MPa) además de un alargamiento en el punto de rotura (aproximadamente 700 %), superando a la mayoría de los poliésteres biodegradables, como el PBS y el PLA.[14][15][16]
- Almidón: El almidón es el polisacárido que se encuentra en una amplia variedad de fuentes, incluyendo algas, semillas, raíces y hojas. Este material posee propiedades degradación natural ya que está compuesto por dos polisacáridos principales: amilosa y amilopectina, que se componen de unidades de glucosa unidas por enlaces α-(1-4) y α-(1-6) respectivamente.[17] Las mezclas de almidón se utilizan para mejorar propiedades como la barrera, resistencia mecánica, estabilidad dimensional y costos de producción, al mismo tiempo que aumentan la biodegradabilidad.[18][19]

## Proceso de biodegradación
La biodegradación de plásticos biodegradables es un proceso gradual en el cual estos materiales se descomponen en el medio ambiente gracias a la actividad de microorganismos, incluyendo bacterias y hongos. Durante este proceso, las cadenas poliméricas de los plásticos se descomponen en moléculas más simples, como agua, metano y dióxido de carbono, como resultado de la acción de enzimas producidas por estos microorganismos.

### Factores que Influyen en la Velocidad de Biodegradación
- Tipo de Plástico: La composición química del plástico biodegradable es un factor clave. Algunos plásticos biodegradables se degradan más rápido que otros debido a sus propiedades químicas y estructura molecular.[21]
- Condiciones Ambientales: Las condiciones ambientales, como la temperatura, la humedad y la presencia de microorganismos, afectan la velocidad de biodegradación. Los ambientes cálidos y húmedos tienden a acelerar el proceso.[22]
- Tamaño y Espesor del Producto: El tamaño y el espesor del producto de plástico biodegradable también pueden influir en la velocidad de biodegradación. Los productos más delgados y pequeños tienden a degradarse más rápido que los más grandes y gruesos.
- Oxigenación: La presencia de oxígeno en el medio ambiente puede acelerar la biodegradación. La degradación aeróbica, que implica la presencia de oxígeno, suele ser más rápida que la degradación anaeróbica, que ocurre en ausencia de oxígeno.[22]
- Actividad Microbiana: La cantidad y actividad de los microorganismos presentes en el medio ambiente desempeñan un papel importante en la biodegradación. Un suelo rico en microorganismos suele favorecer una degradación más rápida. Los plásticos biodegradables están diseñados para ser susceptibles a la acción de microorganismos. Cuando estos plásticos se exponen al medio ambiente, las enzimas producidas por microorganismos descomponen las cadenas poliméricas en componentes más simples. Este proceso puede variar en duración según el tipo de plástico y las condiciones ambientales.[23]
- Propiedades del Producto: La formulación y las propiedades del producto de plástico biodegradable, como su densidad, porosidad y capacidad de absorción de agua, también pueden afectar la velocidad de biodegradación.[23]

## Aplicaciones y usos
Los plásticos biodegradables han encontrado una amplia gama de aplicaciones en la industria y la vida cotidiana, en parte debido a su capacidad de degradarse de manera natural y reducir el impacto ambiental en comparación con los plásticos convencionales. Algunos ejemplos de sus aplicaciones incluyen:
- Envases: Los envases de alimentos y productos desechables son una de las aplicaciones más comunes de los plásticos biodegradables. Estos envases pueden incluir bolsas de compras, cubiertos, vasos, platos y envoltorios de alimentos. La ventaja principal es que estos productos pueden desecharse de manera más sostenible y no contribuyen significativamente a la acumulación de residuos plásticos.[25]
- Agricultura: Los plásticos biodegradables se utilizan en la agricultura como películas de mulching para mejorar la retención de humedad en el suelo y controlar las malas hierbas. Estas películas se descomponen después de su uso, evitando la necesidad de retirarlas manualmente y reduciendo la contaminación del suelo.[24]
- Productos médicos: Algunos dispositivos médicos, como suturas y envases para medicamentos, se fabrican con plásticos biodegradables. Esto minimiza la generación de residuos médicos y reduce el impacto ambiental.[26]
- Productos desechables: Los productos de un solo uso, como pañales y toallitas húmedas biodegradables, ofrecen una opción más ecológica en comparación con sus contrapartes no biodegradables.[24]
- Bolsas de basura compostables: Las bolsas de basura biodegradables y compostables son una alternativa más sostenible a las bolsas de basura convencionales y ayudan en el proceso de compostaje de residuos orgánicos.[27]
- Envases para agricultura y horticultura: Los envases para la venta de plantas y productos agrícolas, como macetas biodegradables y bandejas de cultivo, son cada vez más populares en la industria agrícola.[28]

## Ventajas y desventajas de los plásticos biodegradables
- Reducción de la contaminación plástica: Los plásticos biodegradables se descomponen en moléculas más simples en un tiempo más corto, lo que reduce su impacto ambiental y evita la acumulación de residuos plásticos a largo plazo.[29]
- Sostenibilidad: Los plásticos biodegradables a menudo se derivan de fuentes renovables, lo que los hace más sostenibles que los plásticos convencionales basados en petróleo.[29]
- Compatibilidad con el compostaje: Algunos plásticos biodegradables son compatibles con los procesos de compostaje industrial y doméstico, lo que facilita su eliminación de manera sostenible.[29]

Menor dependencia de los recursos fósiles: Algunos plásticos biodegradables se producen a partir de fuentes renovables, como almidón de maíz, celulosa o alginato, lo que reduce la dependencia de los recursos fósiles no renovables.
Menor huella de carbono: La producción de plásticos biodegradables a menudo implica un menor consumo de energía y emisiones de carbono en comparación con los plásticos convencionales, especialmente si se utilizan fuentes renovables para su fabricación.
Opciones de eliminación más sostenibles: Los plásticos biodegradables ofrecen opciones de eliminación más sostenibles, ya que pueden descomponerse más fácilmente en entornos naturales como compost o suelo, reduciendo la necesidad de vertederos y la contaminación asociada.
Promoción de la economía circular: Al integrarse en sistemas de compostaje o reciclaje, los plásticos biodegradables pueden contribuir a una economía circular más eficiente, donde los materiales se reutilizan o reciclan en lugar de ser desechados.
Innovación y desarrollo tecnológico: La investigación y el desarrollo de plásticos biodegradables fomentan la innovación en materiales sostenibles, lo que puede conducir a avances tecnológicos y nuevas aplicaciones en diversos sectores industriales.
Desventajas
Requieren condiciones específicas de descomposición: Los plásticos biodegradables pueden necesitar condiciones particulares, como altas temperaturas y humedad, para descomponerse completamente. Si estas condiciones no se cumplen, la descomposición puede ser más lenta o incompleta, lo que puede afectar su efectividad ambiental.
Tiempo de descomposición prolongado: Aunque los plásticos biodegradables se descomponen más rápidamente que los plásticos convencionales, aún pueden requerir un tiempo considerable para descomponerse por completo. Dependiendo de las condiciones ambientales, esto podría llevar varios años, lo que limita su eficacia como solución rápida al problema de la contaminación por plásticos.
Complejidad del reciclaje: El reciclaje de plásticos biodegradables puede ser más complejo que el reciclaje de plásticos convencionales. Dado que no se pueden mezclar con otros tipos de plásticos, se requiere una infraestructura de reciclaje separada y específica para estos materiales, lo que puede aumentar los costos y la logística involucrada en su gestión.
Impacto ambiental de la producción: Aunque los plásticos biodegradables están hechos de fuentes renovables como almidón de maíz o yuca, la producción de estos materiales aún puede tener un impacto ambiental significativo. La agricultura intensiva requerida para cultivar las materias primas puede contribuir a la deforestación, la erosión del suelo y el uso excesivo de agua y productos químicos agrícolas.
Falta de estándares y regulaciones claras: La falta de estándares y regulaciones claras para los plásticos biodegradables puede dificultar la identificación y el manejo adecuado de estos materiales. Esto puede llevar a confusiones en el etiquetado, la clasificación incorrecta de los productos y la contaminación de los flujos de reciclaje.

## Regulaciones y normativas
Las regulaciones y normativas relacionadas con los plásticos biodegradables varían según la región y el país.
- Estándares de biodegradabilidad: En los  países que pertenecen a la Unión Europea, existen estándares y certificaciones que los productos biodegradables deben cumplir para ser etiquetados como tales. Estos estándares pueden especificar los criterios de biodegradación y desintegración que un producto debe alcanzar para considerarse biodegradable. Ejemplos de estas normativas incluyen la norma europea EN 13432 y la norma estadounidense ASTM D6400.[30][31]
- Etiquetado y reclamos: Las regulaciones también pueden abordar el etiquetado y los reclamos publicitarios de los productos biodegradables. Los fabricantes pueden estar sujetos a reglas específicas sobre cómo etiquetar y promocionar sus productos biodegradables para evitar la confusión del consumidor.
- Reciclaje y compostaje: Algunas regulaciones se centran en la gestión de residuos y la disposición de productos biodegradables. Pueden establecer requisitos para el compostaje de ciertos productos biodegradables, así como para la recogida y el procesamiento adecuados de estos materiales.[32]
- Legislación sobre bolsas plásticas: En muchos lugares, se han implementado regulaciones específicas sobre el uso de bolsas plásticas, con el objetivo de reducir el consumo de plástico. Estas regulaciones pueden incluir restricciones a las bolsas de plástico convencionales y la promoción de alternativas biodegradables o reutilizables.[33]
- Normativas regionales: Las regulaciones pueden variar significativamente según la región. Por ejemplo, las regulaciones sobre plásticos biodegradables en la Unión Europea pueden diferir de las de América del Norte o Asia. Los fabricantes y los consumidores deben estar al tanto de las normativas específicas de su área geográfica y cumplirlas.[33]

## Limitaciones de los plásticos biodegradables
- Condiciones específicas de biodegradación: Para que los plásticos biodegradables se descompongan de manera eficiente, a menudo se requieren condiciones específicas, como temperaturas y humedad adecuadas. Esto puede limitar su biodegradación en ciertos entornos.[34]
- Durabilidad limitada: Aunque se degradan más rápido que los plásticos convencionales, los plásticos biodegradables aún pueden tener una vida útil limitada, lo que puede ser una desventaja en algunas aplicaciones.[35]